# Col·legi Reial de Cirurgians d'Anglaterra

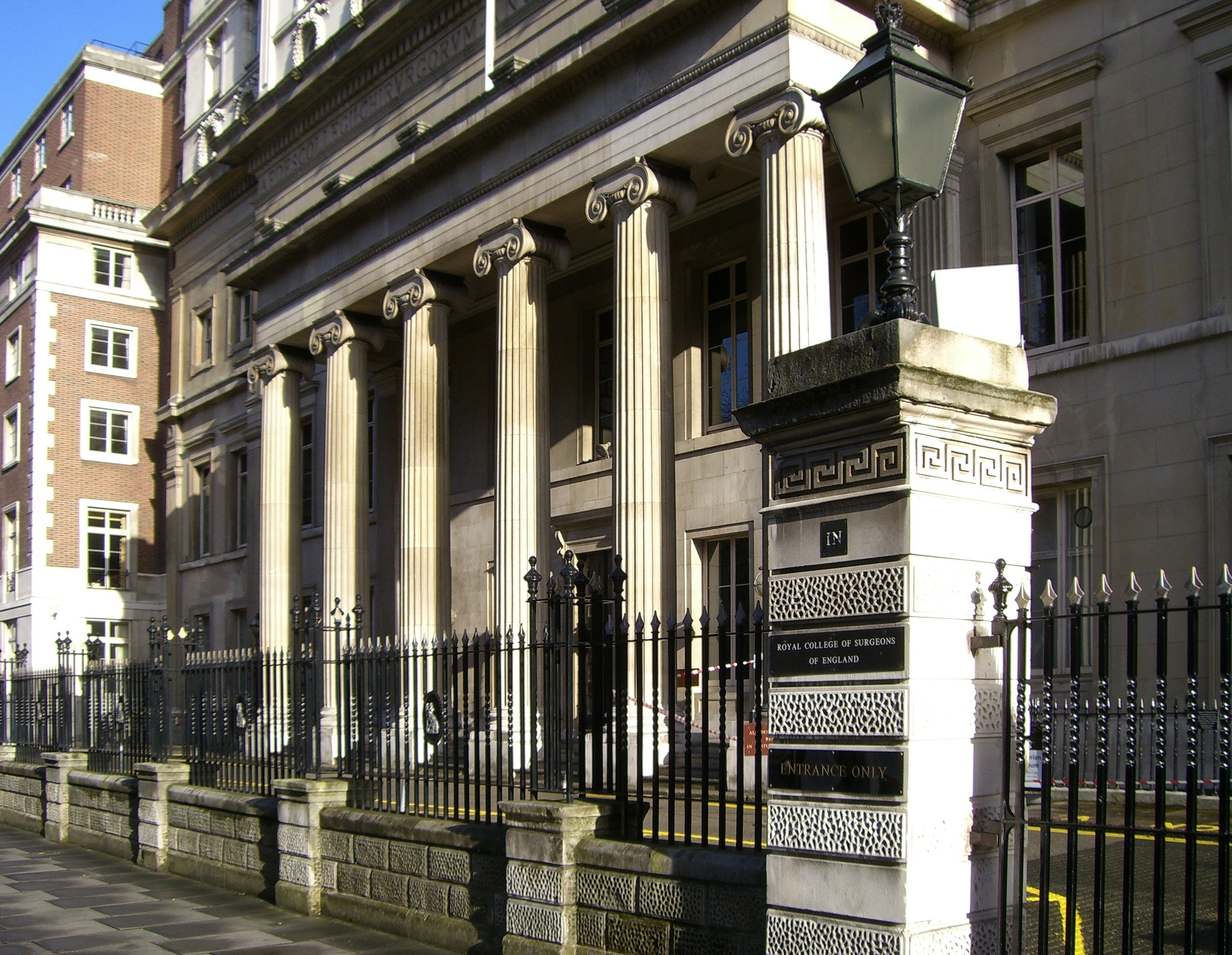
Façana del Col·legi Reial de Cirurgians d'Anglaterra.

El Col·legi Reial de Cirurgians d'Anglaterra (Royal College de Surgeons d'Anglaterra) és una entitat professional independent i una organització benèfica registrada compromesa amb la promoció i l'avanç dels més alts estàndards d'atenció quirúrgica per als pacients, la regulació de la cirurgia, incloent odontologia, a Anglaterra i Gal·les.
El col·legi es troba a casa de Lincoln Inn Fields a Londres. Publica diverses revistes mèdiques, inclòs els Annals de la Real Col·legi de Cirurgians d'Anglaterra, la Facultat Dental Journal, i el Butlletí de la Reial Col·legi de Cirurgians d'Anglaterra.

## Presidents
| Nom                           | Anys           |
| ----------------------------- | -------------- |
| Clare Marx                    | juliol 2014 on |
| Norman Williams               | 2011–2014      |
| John Black                    | 2008-11        |
| Bernard Ribeiro               | 2005-08        |
| Hugh Phillips                 | 2004–05        |
| Sir Peter Morris              | 2001-04        |
| Barry Jackson                 | 1998-2001      |
| Sir Rodney Sweetnam           | 1995-98        |
| Sir Norman Browse             | 1992-95        |
| Sir Terence English           | 1989-92        |
| Sir Ian Todd                  | 1986-89        |
| Geoffrey Slaney               | 1982-86        |
| Sir Alan Parks                | 1980-82        |
| Sir Reginald Murley           | 1977-80        |
| Rodney Smith, Baron Smith     | 1973-77        |
| Edward Muir                   | 1972           |
| Thomas Holmes Sellors         | 1969-72        |
| Hedley Atkins                 | 1966-69        |
| Russell Brock, Baron Brock    | 1963-66        |
| Arthur Porritt, Baron Porritt | 1960-63        |
| James Paterson Ross           | 1957-60        |
| Harry Platt                   | 1954-57        |
| Cecil Wakeley                 | 1949-54        |
| Sir Alfred Webb-Johnson       | 1941-48        |
| Hugh Lett                     | 1938-40        |
| Cuthbert Sidney Wallace       | 1935-37        |
| Holburt Jacob Waring          | 1932-34        |
| Berkeley Moynihan             | 1926-31        |
| Sir John Bland-Sutton         | 1923-23        |
| Anthony Alfred Bowlby         | 1920-22        |
| George Henry Makins           | 1917-19        |
| Sir William Watson Cheyne     | 1914-16        |
| Rickman Godlee                | 1911–1913      |
| Henry Trentham Butlin         | 1909-11        |
| Sir Henry Morris              | 1906-08        |
| John Tweedy                   | 1903-05        |
| Sir Henry Howse               | 1901-02        |
| William MacCormac             | 1896–1900      |
| Christopher Heath             | 1895           |
| John Whitaker Hulke           | 1893-94        |
| Thomas Bryant                 | 1890-92        |
| Jonathan Hutchinson           | 1889           |
| Sir William Scovell Savory    | 1885-88        |
| John Cooper Forster           | 1884           |
| John Marshall                 | 1883           |
| Thomas Spencer Wells          | 1882           |
| William James Erasmus Wilson  | 1881           |
| John Eric Erichsen            | 1880           |
| Luther Holden                 | 1879           |
| John Simon                    | 1878           |
| John Birkett                  | 1877           |
| Prescott Gardner Hewett       | 1876           |
| James Paget                   | 1875           |
| Frederick Le Gros Clark       | 1874           |
| Thomas Blizard Curling        | 1873           |
| Henry Hancock                 | 1872           |
| George Busk                   | 1871           |
| William Fergusson             | 1870           |
| Edward Cock                   | 1869           |
| Richard Quain                 | 1868           |
| John Hilton                   | 1867           |
| Richard Partridge             | 1866           |
| Thomas Wormald                | 1865           |
| Joseph Hodgson                | 1864           |
| Frederic Carpenter Skey       | 1863           |
| James Luke                    | 1862           |
| Caesar Henry Hawkins          | 1861           |
| John Flint South              | 1860           |
| James Moncrieff Arnott        | 1859           |
| Joseph Henry Green            | 1858           |
| Edward Stanley                | 1857           |
| Benjamin Travers              | 1856           |
| Sir William Lawrence          | 1855           |
| George James Guthrie          | 1854           |
| James Luke                    | 1853           |
| Caesar Hawkins                | 1852           |
| John Flint South              | 1851           |
| James Moncrieff Arnott        | 1850           |
| Joseph Henry Green            | 1849           |
| Edward Stanley                | 1848           |
| Benjamin Travers              | 1847           |
| Sir William Lawrence          | 1846           |
| Samuel Cooper                 | 1845           |
| Sir Benjamin Collins Brodie   | 1844           |
| John Goldwyer Andrews         | 1843           |
| Anthony White                 | 1842           |
| George James Guthrie          | 1841           |
| John Painter Vincent          | 1840           |
| Robert Keate                  | 1839           |
| Honoratus Leigh Thomas        | 1838           |
| Sir Anthony Carlisle          | 1837           |
| Astley Paston Cooper          | 1836           |
| John Goldwyer Andrews         | 1835           |
| Anthony White                 | 1834           |
| George James Guthrie          | 1833           |
| John Painter Vincent          | 1832           |
| Robert Keate                  | 1831           |
| Richard Clement Headington    | 1830           |
| Honoratus Leigh Thomas        | 1829           |
| Sir Anthony Carlisle          | 1828           |
| Astley Paston Cooper          | 1827           |
| John Abernethy                | 1826           |
| William Lynn                  | 1825           |
| William Norris                | 1824           |
| Henry Cline                   | 1823           |
| William Blizard               | 1822           |
| Everard Home                  | 1821-22        |